# Drei-Burgen-Schule
Die Drei-Burgen-Schule in Felsberg ist eine Gesamtschule des Schwalm-Eder-Kreises. Sie ist Mitglied im Schulverbund Melsungen. Direktor ist seit 2017 Karl-Werner Reinbold. Die Drei-Burgen-Schule Felsberg versteht sich als eine
Schule für alle Schüler der Stadt Felsberg und ihrer Ortsteile ab Jahrgangsstufe 5. Rund 530 Schüler gehen zurzeit in die schulformbezogene Gesamtschule mit freiwilligem Ganztagsangebot.
Die Bildungsgänge Hauptschule, Realschule und Gymnasium werden bis zur Klasse 9 bzw. 10 angeboten. Der gymnasiale Bildungsgang kann bereits ab Klasse 5 gewählt werden, parallel dazu gibt es in den Jahrgangsstufen 5–8 Förderstufenklassen.

## Geschichte
Im Jahr 1972 kam es zur Gründung der heutigen Gesamtschule. Als der damals neu gegründete Schwalm-Eder-Kreis die Schulträgerschaft übernahm, konnte man auch in das neu entstandene Schulgebäude an der Unteren Birkenallee einziehen. Das Gebäude wurde in den Jahren 2010 und 2011 von Grund auf saniert. Bis 2003 wurde die Schule schlicht als Gesamtschule Felsberg bezeichnet. Die Schulleitung entschloss sich 2003 zum Ausruf eines Ideenwettbewerbes, ein neuer Name sollte gefunden werden. Am Schluss konnte man sich auf Drei-Burgen-Schule einigen. Der Name symbolisiert die Verbundenheit der Schule zur Stadt Felsberg mit den drei Burgen Altenburg, Felsburg sowie Heiligenburg.
Die Drei-Burgen-Schule bietet zurzeit rund 600 Schülern ein umfassendes Bildungsangebot. In den Zuständigkeitsbereich der DBS fallen alle Ortsteile der Stadt Felsberg sowie einige Ortsteile von Wabern und Malsfeld. Man kann neben dem Übergang zur Gymnasialen Oberstufe den Realschulabschluss und den Hauptschulabschluss an ihr erwerben.

## Partnerschulen
Eine intensive Partnerschaft besteht mit der Schule in Vernouillet. Jährlich findet eine Austauschfahrt statt. Lange Jahre bestand eine Partnerschaft mit Semibratowo in Russland und mit Cheddar in England. Seit drei Jahren finden im Jahrgang 7 Sprachreisen nach Südengland statt. Die Schüler des Lateinkurses fahren jedes Jahr gemeinsam mit den Lateinschülern aus dem Schulverbund Melsungen nach Rom. Seit Beginn des Schuljahres 2009/10 nimmt die Schule am Comenius-Projekt der Europäischen Union teil.